# Éditions Jeunes Malgaches
Les Éditions Jeunes Malgaches (EJM) ont été créées en 2004, par la société de diffusion et de ventes de livres Presse Édition et Diffusion (PREDIFF), à Antananarivo, à Madagascar. La directrice actuelle est Marie-Michèle Razafintsalama. Spécialisées dans les albums jeunesses et majoritairement bilingues, les Éditions Jeunes Malgaches travaillent souvent en lien avec des organisations non gouvernementales ou des associations, dans le but de diffuser la lecture en bilingue dans les écoles de Madagascar, tout comme dans les régions rurales. Leur siège est situé au 51, rue Tsiombikibo Ambatovinaky. Elles comptent actuellement près de 57 titres à leur catalogue. 
La maison d'édition est membre de l'Association des éditeurs indépendants de Madagascar (AEDIM), de l'Alliance internationale des éditeurs indépendants et de l'association panafricaine des éditeurs Afrilivres. 

## Historique
En 2007, la maison participe à trois co-éditions à destination des tout-petits avec les Éditions Eburnie, de Côte d'Ivoire, et Ruisseaux d'Afrique, du Bénin. La maison d'édition s'implique progressivement dans une culture de l'édition africaine, notamment lorsqu'en 2010, la directrice, Marie-Michèle Razafintsalama prend la tête de l'association Afrilivres,, association des éditeurs d'Afrique, poste qu'elle occupera jusqu'en 2012. 
L'UNICEF, lance en 2009 une commande de vingt livres, tirés à 8000 exemplaires. En association avec l'éditeur Tsimpika, les EJM éditent les livres, et les proposent gratuitement à partir de 2013 au format numérique. 
Le bilinguisme que propose la maison d'édition dans ses ouvrages, dans le but d'améliorer à la fois l'enseignement de la langue malgache et de la langue française, est reconnu en 2014 par les institutions, puisque le Ministère de l'Éducation Nationale donne l’agrément à plusieurs ouvrages. Cette vision de l'édition bilingue est reconnue comme adaptée au contexte de l'édition africaine post-coloniale, et plus particulièrement malgache, par un travail universitaire de l'université Aix-Marseille. 

## Collections
Les EJM possèdent une collection Histoire illustrée, avec des textes en français, à propos de l'histoire de Madagascar, qui s'adresse à un public avec un niveau égal ou supérieur au lycée. 
La collection de livres pour enfants de 6 à 13 ans, souvent constituée de contes traditionnels modernisés, est bilingue.
La collection AdoPoche est un ensemble de romans courts en français, qui sert à améliorer l’apprentissage du français dans les collèges et lycées. Un de ces ouvrages évoque notamment l'évènement que fut le 26 juin 1960, l'indépendance de Madagascar,. 
Il existe aussi une collection destinée aux enfants en bas âge, principalement centrée sur l’apprentissage du malgache, avec plusieurs abécédaires. 
Plusieurs livres ont été édités hors-collection, c'est le cas de l'inclassable Madagascarnet - Madagasikarine. Il s'agit d'un carnet de voyage écrit par une auteure-illustratrice, Véronique Massenot, et les classes de plusieurs écoles dans 4 villes de Madagasacar (Toamasina, Fianarantsoa, Antananarivo et Mahajanga). L'ouvrage a été réalisé avec le soutien de l'Institut français, l'Alliance française et l'Agence pour l'enseignement français à l'étranger.  
Les autres ouvrages publiés en dehors des collections sont soit des coéditions avec des éditeurs africains, soit des rachats de droits tel Le Petit Prince, d'Antoine de Saint-Exupéry. 
Parmi les coéditions se trouve un projet solidaire de Livre équitable, Mes étoiles noires, de Lilian Thuram, publié pour l'Océan Indien. La coédition se fait avec 12 autres maisons d'édition : Barzakh, Edilis, Ganndal, Graines de Pensée, Jamana, Papyrus Afrique, Presses Universitaires d'Afrique, Mémoire d'Encrier, Sankofa & Gurli, Ruisseaux d'Afrique et Tarik. 

## Engagements
À plusieurs reprises, les EJM publient des tribunes afin de s'opposer aux dons de livres qu'elles estiment irréfléchis de la part d'ONG à Madagascar. Plusieurs arguments sont avancés : la destruction du secteur éditorial local ; la diffusion de livres non adaptés au contexte, qui ne permettent pas un bon apprentissage de la lecture aux enfants ; une immense majorité de livres donnés en français, au détriment du malgache, ainsi qu'une dépréciation de l'objet-livre, perçu comme gratuit,,,,,
Les EJM militent également en faveur de l'éducation bilingue pour les enfants malgaches, à Madagascar, comme pour les enfants issus de la diaspora malgache. Les contes malgaches sont aussi favorisés afin de ''promouvoir une culture". Cette volonté est parfois soutenue par des projets trans-média, livres numériques ou carnets de chants avec CD-ROM audio. Dans leur ambition de ''promouvoir [la] culture'' malgache, les EJM publient des ouvrages qui reprennent la forme de contes traditionnels.
Afin de répondre à la question de l'accessibilité des œuvres, l'éditeur s'associe en 2010 avec l'ONG One Laptop Per Child, afin de transmettre des e-books sur une multitude de périphériques.
Elles supervisent également l'organisation d'une bibliothèque des rues, qui permet de promouvoir l’apprentissage de la lecture pour tous, en particulier auprès des enfants déscolarisés. Elles ont participé à un partenariat entre la commune française de St-Georges de Reintembault et la commune de Morarano Gara afin de fournir des livres illustrés aux enfants. La maison d'édition travaille en partenariat avec une association qui fait parvenir des livres dans les écoles rurales, dans la région de Moramanga.   
De plus, les thématiques traitées dans les livres essayent de faire acte de prévention pour les jeunes malgaches, par exemple en les informant sur les réactions possibles face à la violence. Ces thématiques peuvent également concerner l'éducation spécifique des jeunes filles et des problématiques propres à leur âge et à leur genre. 